# Elske ter Veld
Elske ter Veld (Groningen, 1 augustus 1944 – Kortenhoef, 14 mei 2017) was een Nederlandse politica. Ze was van 1989 tot 1993 voor de Partij van de Arbeid (PvdA) staatssecretaris van Sociale Zaken en Werkgelegenheid in het kabinet-Lubbers III en jarenlang lid van zowel de Eerste als de Tweede Kamer.

## Biografie
In Groningen bezocht Ter Veld de lagere school, het gymnasium en de Rijks HBS. Daarna volgde ze aldaar de opleiding tot maatschappelijk werker aan de Groningse sociale academie, de ASCA. Na haar afstuderen werkte ze vanaf 1968 als vormingswerkster werkende jeugd in Assen. Later werkte ze bij verschillende club- en buurthuizen in Groningen. In 1972 stapte ze over naar de vakbond. Bij het NVV (vanaf 1976 FNV) volgde zij Nel Tegelaar op als hoofd van het secretariaat voor vrouwelijke werknemers. Dat zou ze tot 1981 blijven. Net als Tegelaar richtte zij zich op beleidsbeïnvloeding, zowel binnen de vakbonden als in het Haagse circuit. Zo zat ter Veld in de Stichting van de Arbeid en was zij lid van de Emancipatiecommissie.
Ter Veld was internationaal actief als voorzitter van de vrouwencommissie van het IVVV en de commissie vrouwenarbeid van het Europees Verbond van Vakverenigingen (EVV).
Zij maakte zich sterk voor gelijke loon, gelijke kansen voor vrouwen, gelijke rechten op pensioen. In 1981 werd Ter Veld op 15 september lid van de Tweede Kamer voor de PvdA. In de Tweede Kamer hield zij zich vooral bezig met vraagstukken die betrekking hadden op de sociale zekerheid. Met PvdA'er Thijs Wöltgens werkte ze nauw samen. De twee werden wel aangeduid als Thijske, een samentrekking van Thijs en Elske.
Op 7 november 1989 volgde haar benoeming tot staatssecretaris van Sociale Zaken en Werkgelegenheid in het derde kabinet Lubbers. Tijdens haar bewindsperiode kwam in 1990 een wet tot stand over de gelijke behandeling van mannen en vrouwen op het terrein van de bovenwettelijke sociale zekerheid. Het wetsvoorstel was in 1988 ingediend door staatssecretaris De Graaf In hetzelfde jaar kwam de Wet op het ouderschapsverlof, die werknemers een minimum verlofregeling garandeert voor de verzorging van jonge kinderen tot stand. Het wetsvoorstel was in 1988 ingediend door minister De Koning.
Verder was Ter Veld nauw betrokken bij de grote aanpassing van de WAO, waarop het kabinet een aantal keren leek te vallen en waarover toenmalig PvdA-leider Kok bijna struikelde. Zover kwam het niet. Wel leidde het optreden van Ter Veld tot grote onvrede in de PvdA-fractie. Vooral haar voorstellen voor een nieuwe Nabestaandenwet en beknotting op het recht op bijstand voor jongeren leidden tot hevig kritiek in eigen gelederen. Die kritiek werd zo hevig dat zij niet meer beschikte over het vertrouwen van haar fractie. Op 4 juni 1993 trad zij terug. Vlak na de daaropvolgende persconferentie - maar nog in het zicht van de pers - barstte zij in huilen uit. De foto die daarvan gemaakt werd door Bert Verhoeff, waarbij zij ondersteund werd door partijgenote Jeltje van Nieuwenhoven, schreef parlementaire geschiedenis. Naderhand citeerde zij over dat tragische moment een popnummer: It's my party, and I cry if I want to van Lesley Gore.
Op 13 juni 1995 werd zij voor de PvdA lid van de Eerste Kamer, totdat ze op 10 juni 2003 terugtrad.
Ter Veld zat in het Comité van Aanbeveling van het Nederlands Sociaal Forum en was voorzitter van de Vereniging Samenwerkingsverband Chronische Ademhalingsondersteuning.
Ter Veld overleed na een ziekbed in 2017 op 72-jarige leeftijd.

## Publicaties
- Handboek vrouw en beleid met Lidwi de Groot, 1985, Amsterdam: Feministische Uitgeverij Sara. Over vergadertechnieken/vrouwenemancipatie.
- 'Zeg maar Hannie...'. 65 jaar strijdlustig in politiek en samenleving met Ria Jaarsma, 2005, Wormer, Uitgeverij Inmerc. Biografie van Hannie van Leeuwen.

- Biografisch Portaal: 94544975
- Gemeinsame Normdatei: 172432170
- Nederlandse Thesaurus van Auteursnamen: 070907668
- Parlement.com: vg09lln395ze
- Virtual International Authority File: 216444241
- WorldCat: E39PBJfmrgY3PK8pKQDkFTmTpP